# Shirley Douglas

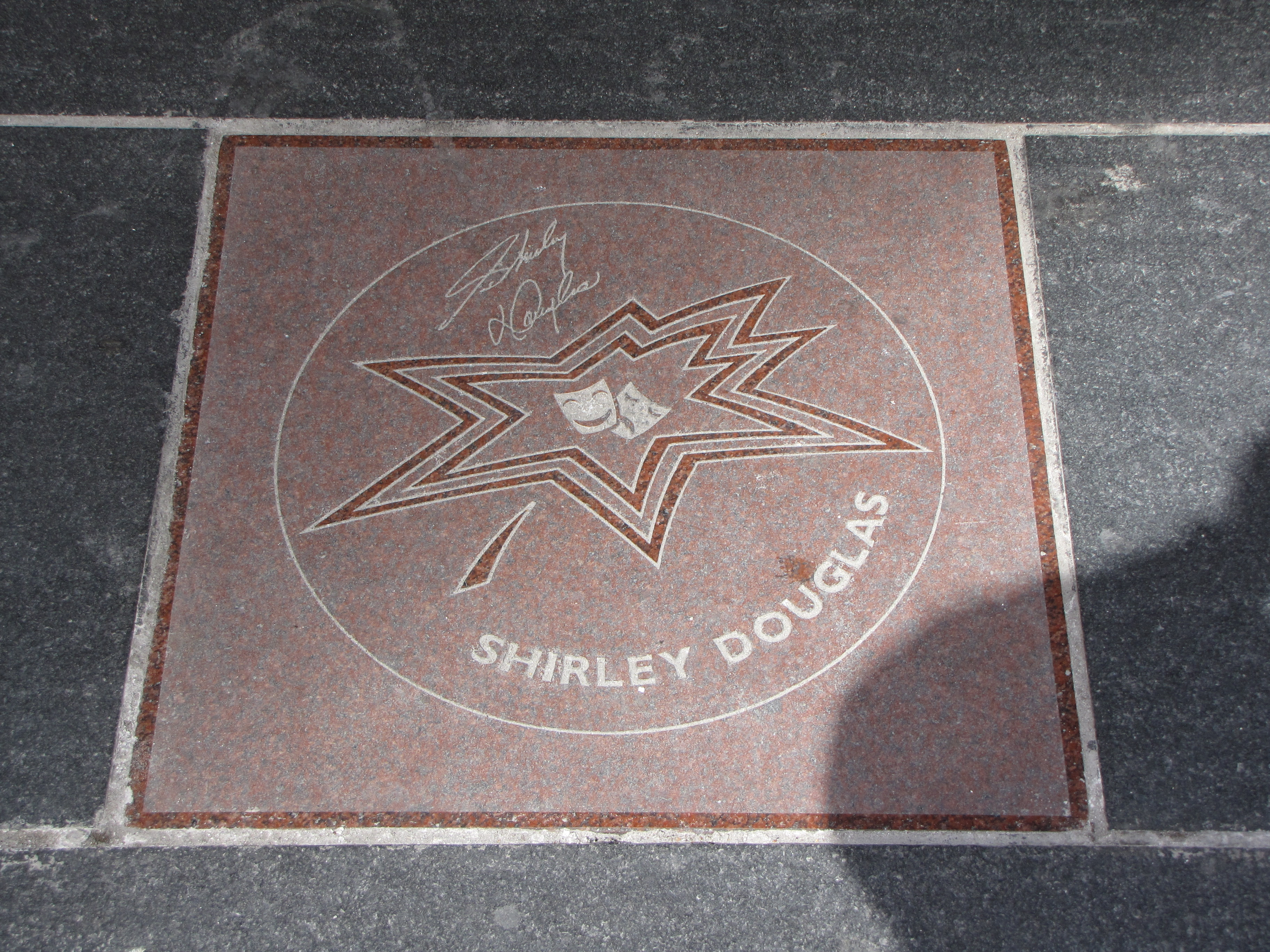
Shirley Douglas - Stern auf dem kanadischen Walk of Fame

Shirley Jean Douglas, OC (* 2. April 1934 in Weyburn, Saskatchewan; † 5. April 2020 in Toronto) war eine kanadische Schauspielerin.

## Privatleben
Shirley Douglas war die Tochter von Tommy Douglas, einem ehemaligen Premierminister der kanadischen Provinz Saskatchewan, und Irma Dempsey. Aus einer ersten Ehe ging ein Sohn hervor. Von 1966 bis 1970 war sie in zweiter Ehe mit Donald Sutherland verheiratet. Aus dieser Beziehung gingen zwei Kinder, die Zwillinge Kiefer und Rachel Sutherland, hervor. Douglas starb im April 2020, drei Tage nach ihrem 86. Geburtstag an den Folgen einer Lungenentzündung.

## Karriere
Douglas schauspielerte bereits im Alter von 16 Jahren und besuchte zunächst die Banff School of Fine Arts und von 1950 bis 1952 die Royal Academy of Dramatic Art in London. Nachdem sie ihren Abschluss erlangt hatte, spielte sie in britischen Theaterproduktionen und trat vereinzelt im Fernsehen auf. 1957 kehrte sie nach Kanada zurück. 1962 wurde sie für eine Nebenrolle in Stanley Kubricks Lolita engagiert.
Durch die Heirat mit Donald Sutherland zog sie 1967 nach Kalifornien. In den Vereinigten Staaten engagierte sie sich in der Bürgerrechtsbewegung. Im Zuge dieser Aktivitäten wurde ihr eine Arbeitserlaubnis in den Vereinigten Staaten verweigert. 1977 kehrte sie nach Kanada zurück und zog nach Toronto. Ab diesem Zeitpunkt übernahm sie wieder häufiger Film- und Fernsehrollen, u. a. Hauptrollen in der von 1996 bis 2001 ausgestrahlten Fernsehserie Wind at My Back und dem Film The Path to 9/11 – Wege des Terrors, der von dem Bombenanschlag auf das World Trade Center 1993 und den Ereignissen, die zu den Terroranschlägen am 11. September 2001 führten, handelt.

## Filmografie (Auswahl)
- 1955: Legion der Hölle (Joe MacBeth)
- 1962: Lolita
- 1983: The Wars
- 1988: Die Unzertrennlichen (Dead Ringers)
- 1994: Mesmer
- 2000: The Law of Enclosures
- 2006: The Path to 9/11 – Wege des Terrors (The Path to 9/11; Fernsehserie, zwei Folgen)